# گیاهان آمریکای شمالی
گیاهان آمریکای شمالی (به انگلیسی: Flora of North America North of Mexico)(معمولاً به صورت خلاصه FNA به آن اشاره می‌شود)، کتابی چند جلدی است که گیاهان بومی آمریکای شمالی را توصیف می‌کند. بیشتر گیاهان به صورت آنلاین در دسترس هستند. انتظار می‌رود پس از تکمیل تعداد آنها به ۳۰ جلد برسد، و اولین کاری باشد که شامل تمام گیاهان شناخته شدهٔ مکزیک است.
در این کار بیش از ۸۰۰ نویسنده از طریق وب همکاری می‌کنند.